# 中興小紀
《中興小紀》四十卷，南宋熊克撰。
《中興小紀》原名《中興小曆》，一說又名《中兴纪事本末》，原書已佚。清初四库馆臣从《永乐大典》中辑出，但為避乾隆帝諱改名《中興小紀》。《中興小紀》一書專記南宋高宗朝三十六年事之編年史，內容取材廣泛，但誤謬較多。例如《中兴纪事本末》卷五一，绍兴十年六月記，刘锜大破金兵于顺昌。四库本《中兴小纪》对此战经过全无记述。李心传所著《建炎以来系年要录》係以《小历》为底本。中國北京国家图书馆藏一部清雍正间的抄本《皇宋中兴纪事本末》七十六卷。

## 原文閱讀链接
[在维基数据编辑]
 在维基文库阅读本作品原文（ 在维基共享资源阅览影像）
 《中興小紀 (四庫全書本)》